# Köln-Geldernstraße/Parkgürtel
Köln-Geldernstraße/Parkgürtel - przystanek kolejowy w Kolonii, w kraju związkowym Nadrenia Północna-Westfalia, w Niemczech. Znajduje się tu 1 peron.